# Microconomma armatipes
Genre
Espèce
Microconomma armatipes, unique représentant du genre Microconomma, est une espèce d'opilions laniatores à l'appartenance familiale incertaine.

## Distribution
Cette espèce est endémique du Cameroun. Elle se rencontre vers Bakossu.

## Description
Le mâle holotype mesure 4 mm.

## Publication originale
- Roewer, 1915 : « 106 neue Opilioniden. » Archiv für Naturgeschichte, vol. 81, no 3, p. 1–152 (texte intégral).